# Confiance (album)
Pour les articles homonymes, voir Confiance (homonymie).
Albums de Michel Rivard
Simple
(2004) Rivière... et autres chansons symphoniques
(2008)
Confiance est un album de Michel Rivard édité au Québec en novembre 2006 par L'Équipe Spectra et les Productions Sauvages. Le disque, réalisé en solo, est le premier album studio de Rivard depuis Maudit Bonheur en 1998.

## Genèse de l'album
L'album regroupe des maquettes réalisées par Michel Rivard dans les studios de la coopérative de musiciens le Saint-Phonic à Montréal. Rivard définit la conception de maquettes comme son hobby, et dit parfois regretter que ces enregistrements, qu'il réalise lui-même comme de nombreux auteurs-compositeurs-interprètes, ne figurent pas sur ses disques. Lors de l'élaboration des premiers morceaux, il constate : « ce que j'entends là, j'aimerais l'entendre sur un disque », et continue de travailler ses chansons en solo sur une période de trois ans, en répartissant les séances entre ses autres activités. Après avoir interprété les nouveaux morceaux en concert lors du festival Montréal en lumière avec son groupe, le Flybin Band, il décide avec l'accord de ses musiciens de poursuivre dans la voie d'un album en solo : « C'est vraiment de l'amitié. Ils comprenaient. Ils m'ont fait confiance. » L'enregistrement comporte guitare et mandoline, des instruments à clavier (piano et harmonium), une flûte à bec, tous joués par Rivard. Les instruments de percussion sont joués Sylvain Clavette, batteur du Flybin Band, qui participe également au mixage,,.

## Thèmes abordés
Dans les entretiens donnés à la presse, l'auteur explique le titre de l'album par sa confiance dans le moment présent, en réaction au cynisme de l'époque : « C'est très facile d'être cynique, d'être désespéré, d'être très pessimiste dans l'époque où nous vivons. Et pourtant on se nourrit d'espérance, on se nourrit d'espoir. Si on l'applique au quotidien, pour moi ça devient la confiance. » Les chansons racontent les petits riens du quotidien. Robinoude évoque le souvenir de son vélo d'enfance et la découverte de la liberté dans le quartier de Montréal-Nord, Photo dans ma tête rappelle la découverte inattendue d'un paysage au détour d'une autoroute, Seize ans déjà évoque l'adolescence de ses deux filles.[réf. souhaitée]

## Accueil critique
Le critique Juan Rodriguez estime dans le quotidien de langue anglaise The Gazette que le disque est le plus intimiste jamais réalisé par Rivard et qu'il se hisse au niveau des meilleures productions de l'année en raison de son ton apaisé et de sa simplicité. Il retient l'album parmi les 20 disques de l'année 2006 et note que « personne au Québec n'écrit des chansons plus mélodiques. », Confiance est nommé dans cinq catégories au Gala de l'ADISQ 2007, sans obtenir de prix. Dans la catégorie Album folk contemporain, le Félix est finalement remporté par l'album Titre-toi une bûche du groupe Mes Aïeux,.

## Liste des chansons
| No  | Titre                          | Durée |
| --- | ------------------------------ | ----- |
| 1.  | Robinoude                      |       |
| 2.  | Photo dans ma tête             |       |
| 3.  | Confiance                      |       |
| 4.  | Si, par malheur…               |       |
| 5.  | Cet hiver là (instrumental)    |       |
| 6.  | Les chemins de gravelle        |       |
| 7.  | Une bonne affaire              |       |
| 8.  | Chien rouge                    |       |
| 9.  | Chimère d'avril (instrumental) |       |
| 10. | J'te dis oui                   |       |
| 11. | Seize ans déjà                 |       |
| 12. | Rivière                        |       |
| 13. | Le beau grand jamais vu        |       |